# Lars Jonsson (hockey sur glace)
Pour les articles homonymes, voir Lars Jonsson.
Lars Jonsson (né le 2 janvier 1982 à Borlänge en Suède) est un joueur professionnel retraité suédois de hockey sur glace. Il évolue au poste de défenseur.

## Biographie

### Carrière en club
En 1999, il commence sa carrière en senior avec le Leksands IF dans l'Elitserien. Il est choisi au cours du repêchage d'entrée dans la LNH 2000 dans la Ligue nationale de hockey par les Bruins de Boston en 1re ronde, en 7e position. En 2006, il part en Amérique du Nord et s'aligne avec le club école des Flyers de Philadelphie, les Phantoms de Philadelphie dans la Ligue américaine de hockey. Il dispute huit matchs avec les Flyers durant les deux saisons qu'il passe aux États-Unis.

### Carrière internationale
Il représente la Suède au niveau international.

## Statistiques

### En club
| Saison     | Équipe                   | Ligue       |    | Saison régulière | Saison régulière | Saison régulière | Saison régulière | Saison régulière |    | Séries éliminatoires | Séries éliminatoires | Séries éliminatoires | Séries éliminatoires | Séries éliminatoires |
| Saison     | Équipe                   | Ligue       | PJ | B                | A                | Pts              | Pun              | PJ               | B  | A                    | Pts                  | Pun                  |                      |                      |
| 1999-2000  | Leksands IF              | Elitserien  | 5  | 0                | 0                | 0                | 4                |                  |    |                      |                      |                      |                      |                      |
| 2000-2001  | Leksands IF              | Elitserien  | 31 | 2                | 1                | 3                | 12               | -                | -  | -                    | -                    | -                    |                      |                      |
| 2001-2002  | Leksands IF              | Allsvenskan | 40 | 2                | 8                | 10               | 94               |                  |    |                      |                      |                      |                      |                      |
| 2002-2003  | Leksands IF              | Elitserien  | 21 | 0                | 0                | 0                | 12               | 5                | 0  | 0                    | 0                    | 2                    |                      |                      |
| 2002-2003  | IF Björklöven            | Allsvenskan | 9  | 3                | 4                | 7                | 10               |                  |    |                      |                      |                      |                      |                      |
| 2002-2003  | IFK Arboga               | Allsvenskan | 4  | 0                | 0                | 0                | 4                |                  |    |                      |                      |                      |                      |                      |
| 2003-2004  | Leksands IF              | Elitserien  | 50 | 3                | 9                | 12               | 30               | --               | -- | --                   | --                   | --                   |                      |                      |
| 2004-2005  | Timrå IK                 | Elitserien  | 50 | 5                | 6                | 11               | 32               | 7                | 0  | 0                    | 0                    | 2                    |                      |                      |
| 2005-2006  | HV71 Jonkoping           | Elitserien  | 50 | 11               | 16               | 27               | 46               | 11               | 2  | 3                    | 5                    | 14                   |                      |                      |
| 2006-2007  | Flyers de Philadelphie   | LNH         | 8  | 0                | 2                | 2                | 6                | -                | -  | -                    | -                    | -                    |                      |                      |
| 2006-2007  | Phantoms de Philadelphie | LAH         | 40 | 4                | 11               | 15               | 26               | -                | -  | -                    | -                    | -                    |                      |                      |
| 2007-2008  | Phantoms de Philadelphie | LAH         | 44 | 5                | 13               | 18               | 18               | 7                | 1  | 4                    | 5                    | 6                    |                      |                      |
| 2008-2009  | Brynäs IF                | Elitserien  | 53 | 9                | 12               | 21               | 26               | 4                | 0  | 0                    | 0                    | 2                    |                      |                      |
| 2009-2010  | Brynäs IF                | Elitserien  | 8  | 1                | 3                | 4                | 8                |                  |    |                      |                      |                      |                      |                      |
| 2010-2011  | Brynäs IF                | Elitserien  | 45 | 13               | 7                | 20               | 20               | 5                | 1  | 2                    | 3                    | 4                    |                      |                      |
| 2011-2012  | Brynäs IF                | Elitserien  | 42 | 0                | 6                | 6                | 12               | 16               | 0  | 1                    | 1                    | 18                   |                      |                      |
| 2012-2013  | Brynäs IF                | Elitserien  | 6  | 0                | 0                | 0                | 2                |                  |    |                      |                      |                      |                      |                      |
| 2012-2013  | Almtuna IS               | Allsvenskan | 3  | 1                | 0                | 1                | 0                |                  |    |                      |                      |                      |                      |                      |
| Totaux LNH | Totaux LNH               | Totaux LNH  | 8  | 0                | 2                | 2                | 6                | -                | -  | -                    | -                    | -                    |                      |                      |

### En équipe nationale
| Année | Équipe | Compétition                          |   | PJ | B | A | Pts | Pun | +/-                |  | Résultat |
| 2000  | Suède  | Championnat du monde moins de 18 ans | 6 | 0  | 0 | 0 | 0   | +2  | Médaille de bronze |  |          |
| 2002  | Suède  | Championnat du monde junior          | 7 | 1  | 1 | 2 | 8   | -2  | Sixième place      |  |          |